# 穴太衆
穴太衆（あのうしゅう）は、日本の近世初期にあたる織豊時代（安土桃山時代）に活躍した石工の集団。主に寺院や城郭などの石垣施工を行った技術者集団である。石工衆（いしくしゅう）、石垣職人（いしがきしょくにん）とも称す。「穴太」の歴史的仮名遣での読み仮名は「あなふ」である。

## 概要
穴太衆は、近江の比叡山山麓にある穴太（現在の滋賀県大津市坂本穴太。延暦寺と日吉大社の門前町・坂本の近郊。穴太ノ里〈あのうのさと〉などとも俗称）の出身で、古墳築造などを行っていた石工の末裔であるという。寺院の石工を任されていたが、高い技術を買われて、安土城の石垣を施工したことで、織田信長や豊臣秀吉らによって城郭の石垣構築にも携わるようになった。それ以降は江戸時代初頭に到るまでに多くの城の石垣が穴太衆の指揮のもとで作られた。彼らは全国の藩に召し抱えられ、城石垣等を施工するようになったというが、不明な部分も多い。
現代でも、坂本の町に多数立ち並ぶ「里坊（さとぼう）」と呼ばれる延暦寺の末端の寺院群は、彼らの組んだ石垣で囲まれ、町並みに特徴を与えている。

## 穴太積

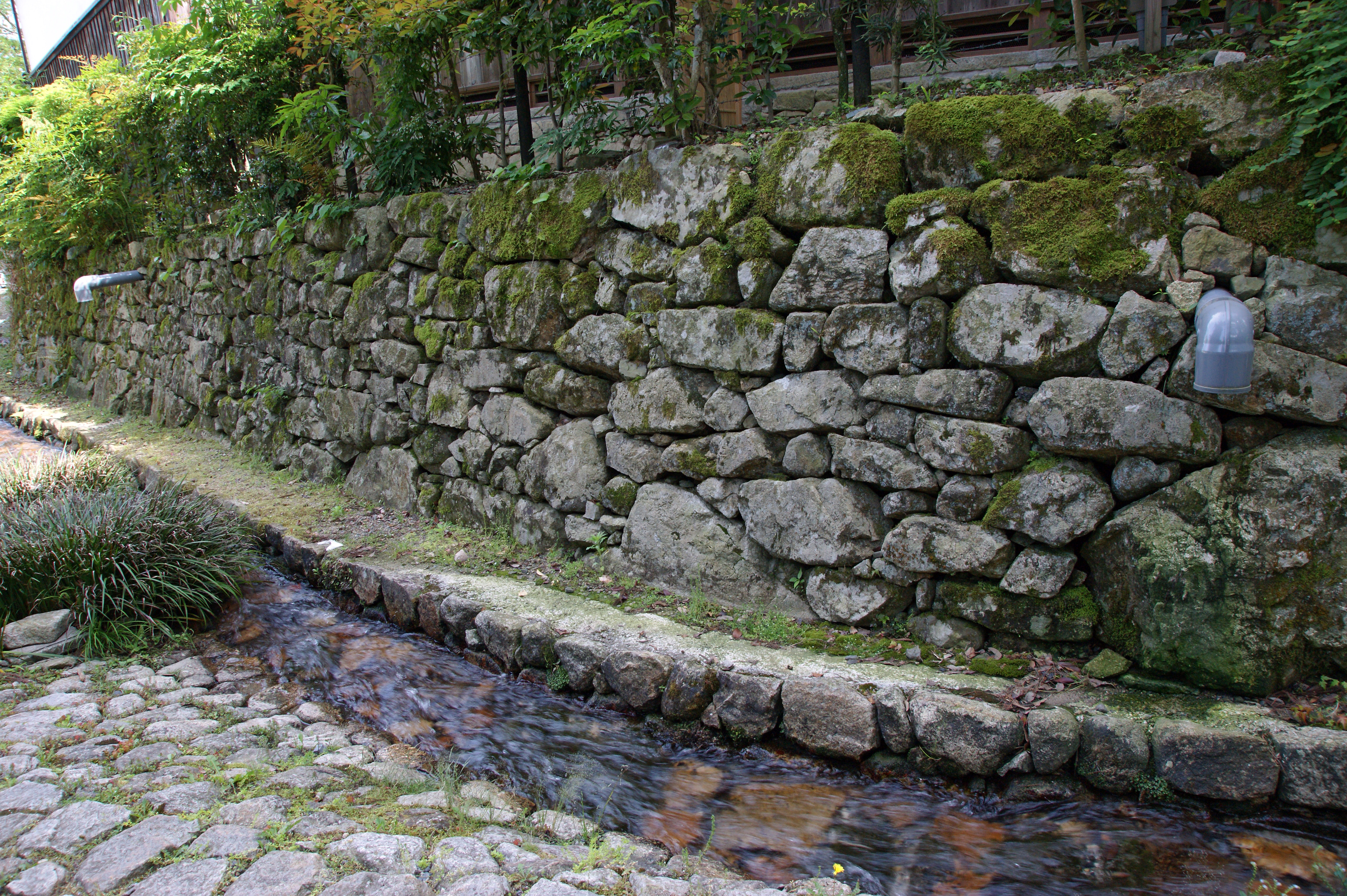
穴太積の石垣（近江国滋賀郡坂本［現・滋賀県大津市坂本］）

穴太積（あのうづみ、穴太積み）は、野面積（野面積み）を指して昭和初期以降に用いられるようになった俗称であり、穴太衆が手がけた野面積の石垣のことを言う。しかし、野面積のことを穴太石垣と誤解されることもある。穴太衆は石垣職人であり、したがって、実際は玉石積や切石積も行えた。
また、滋賀県甲賀市甲南町から水口町にかけての県立自然公園を通る新名神高速道路で西日本高速道路大津工事事務所が、自然環境との調和などを狙い穴太積の採用を考えた際、現代建築に適用可能かどうかを試すための初実験として京都大学大学院による穴太衆積とコンクリートブロックによる擁壁を並べて最大荷重250トンをかけて実験した結果、荷重200トン時点でコンクリートブロックの方が先に亀裂が入り、荷重230トンでコンクリート崩壊のおそれがあり実験中止となる結果を示した。この結果を受けて、工事現場から出土した花崗岩などを再利用した高さ3.5m、長さ260mの石垣が同区間へ採用・新造されている。

## 諸家

### 後藤家
石垣職人としての後藤家の始まりは、後藤基次（又兵衛）が加藤清正からしばしば伝授を受けてきた事により、『城石垣始秘伝抄』の「城取りの石垣の事」においてうかがえる。しかし、又兵衛は大坂夏の陣において討死にする事となる。夏の陣の前に又兵衛は腹違いの弟である彦八（後の初代後藤杢兵衛）に対し、自分の最期が近づいたのを悟り、これまで学んだ成果を『石垣根元抄』として、元和元年（1615年）4月に伝授する事となる。この書は、「元和8年（1622年）以来家宝とし、一子相伝の他これを許さずのもの也」として、以後、後藤家最大の財産となる。後藤家が関わった石垣として、加賀藩金沢城がある。
穴太衆の石垣があるとされる城は他に、安土城、彦根城、竹田城、篠山城、角牟礼城などがある。

### 粟田家
江戸時代初期の阿波屋喜兵衛が祖で、会社組織として存続している。1964年（昭和39年）に十三代目が粟田建設を商号とし、1972年（昭和47年）に有限会社化と十四代目継承、2005年（平成17年）に株式会社化。2017年（平成29年）時点では、粟田純徳（すみのり）社長が「第十五代目穴太衆頭」として活動を行っている。
粟田家は坂本を門前町とする比叡山延暦寺の石積みの仕事を代々請け負ってきたほか、第二次世界大戦後は兵庫県の竹田城や篠山城、滋賀県の安土城や彦根城、さらに高知城、洲本城などの石垣修復を手掛けた。近年は文化財の修復にも競争入札が導入されて受注できない石垣修復も多いが、2010年にアメリカで実施したワークショップで野面積の頑丈さと芸術性が評価されて、ダラスのロレックス支社などでも施工するようになっている。
北垣聡一郎の『近江の石垣築成者 穴太衆』（1976年）によれば、粟田氏の話として、「先祖は阿波国から来た」と語っていたとしている。

## 石工に関連した伝説
日本一の高さの石垣を誇る丸亀城を築いた際、城主山崎家治が、石垣を担当した普請方の羽坂重三郎（）に対し、この石垣は誰も登れまいと尋ねたところ、羽坂が鉄棒1本でこれを登ってしまったため、軍事上の問題を恐れた家治は羽坂を暗殺した、という伝説がある。また、『石垣築様目録』（奈良県所蔵）中に「丸亀（城の石垣）から学んだ」という記述があり、丸亀城石垣に特徴的な扇形の配置・配列を数字で暗号化した記述が目録にはあり、羽坂の技法が広まった可能性が示唆されている。羽坂伝説はともかくとして、『石垣築様目録』の記述は、四国東部系統の石垣職人の技法を手本とした事実を記している（前述のように現代の粟田家も先祖は四国東部から来たという伝承を有する）。

## 海外での活動
日本の石垣職人は朝鮮出兵時にも活動していたと考えられ、倭城石垣が確認されている。考古学の面の研究では、村井毅史は近世城郭を曲輪配置と塁濠との組み合わせから、分布する地域名を冠して、「中国型」「東海型」「近畿型」「東海北陸型」「中部型」の5類型に大別し、朝鮮半島の倭城に関しては、「近畿型が主流で、これに中国型が加わると想定」していることから、石垣職人も近畿・中国系統と考えられる。